# 靜宜大學外語學院
靜宜大學外語學院（英語：College of Foreign Languages and Literature, Providence University），前身為靜宜女子文理學院外國語文學系，為靜宜大學的學院之一，全院位於伯鐸樓，由英國語文學系、日本語文學系、西班牙語文學系組成。1987年8月自復興路舊校舍遷至位於沙鹿區現址。

## 隸屬系所

### 英國語文學系
- 1990年獨立設系
- 學士班不分組，碩士班分為文學組、語言學組、英語教學組三組[1]
- 現有專任教師16位，兼任教師18位、合聘教師1位

### 日本語文學系
- 1999年創系，為中台灣第二間設立日文系的大學[2]
- 學士班學生可至日本白百合女子大學及京都精華大學交換留學一年，另有教育實習和暑期研修等交流[3]
- 系所每年皆會舉辦特色活動「櫻花五月祭」[4][5][6]
- 現有專任教師14位，兼任教師2位，合聘教師1位

### 西班牙語文學系
- 1990年獨立設系，1999年設立碩士班[7]
- 現有專任教師16位，兼任教師17位

## 院史

### 1956年～1963年
最早為靜宜女子專科學校英語科，位於台中市復興路舊校區

### 1963年～1989年
1963年獲准升格為「靜宜女子文理學院」，成立外國語文學系等四系，其中外文系又分為英語組及西班牙語文組，為外語學院之濫觴

### 1989年～1993年
1989年「靜宜女子文理學院」奉准升格；1990年，英文系及西語系獨立設系，外語學院成立

### 1993年～迄今
1993年更名為「靜宜大學」；1999年增設日文系，確立現今外語學院三系之架構

## 歷任院長
| 任別 | 姓名   | 任期         |
| ---- | ------ | ------------ |
|      | 曾守得 |              |
|      | 謝國平 |              |
|      | 陳錦芬 |              |
|      | 曾麗蓉 | 2017年～迄今 |

## 學術貢獻
- 辦理「全國兒童文學與兒童語言學術研討會」已20屆，此研討會每兩年舉辦一次[8]。
- 「靜宜語文論叢」（Providence Forum: Language and Humanities）2005年創刊，每年6月和12月發行，刊載外語學術領域學者及學校教師相關研究[9]。

## 外部連結
- 靜宜大學外語學院首頁 （页面存档备份，存于）